# Charlotte Johanna von Waldeck-Wildungen

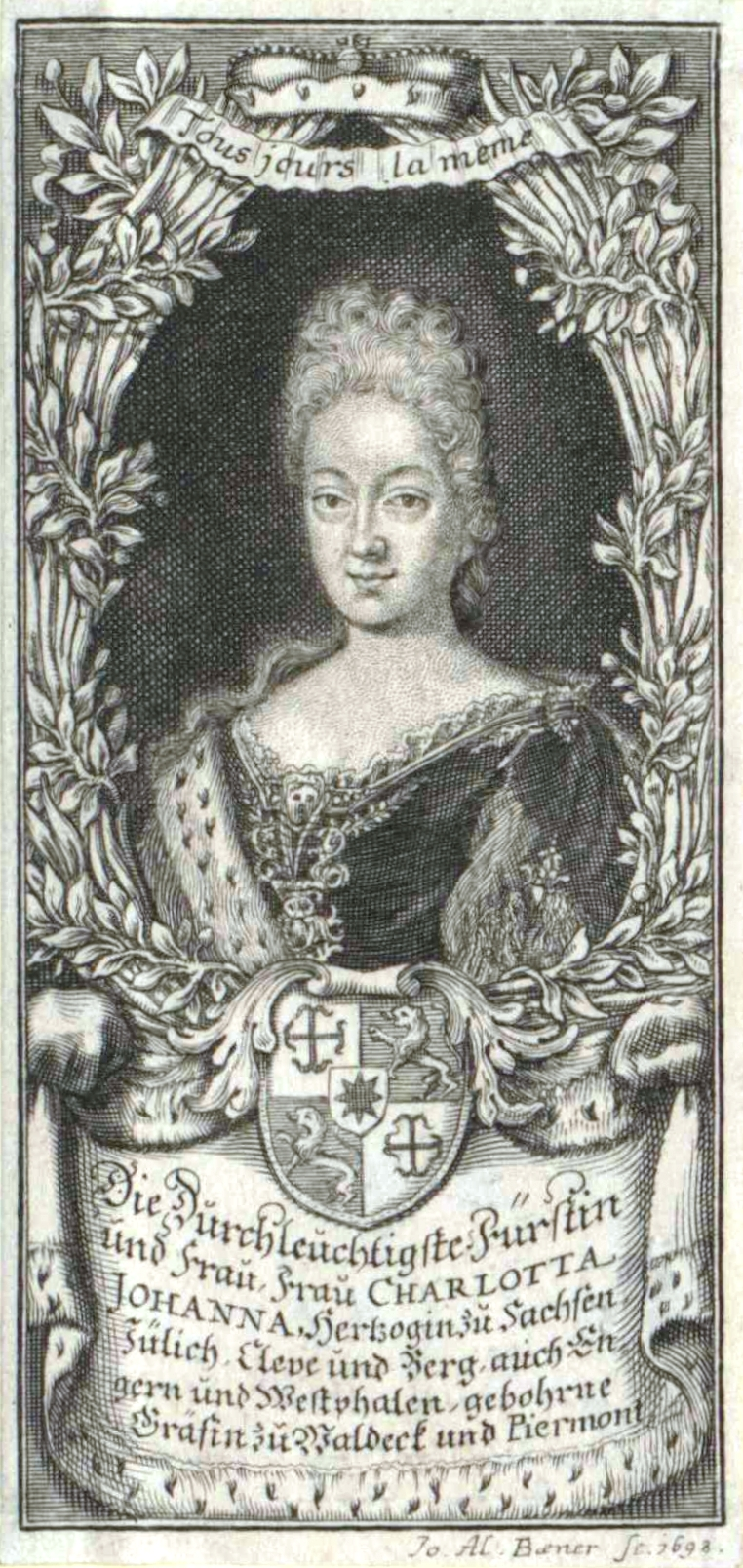
Charlotta Johanna von Waldeck, Stich von Johann Alexander Böner (1698)

Charlotte Johanna von Waldeck-Wildungen (* 13. Dezember 1664 in Arolsen; † 1. Februar 1699 in Hildburghausen) war eine deutsche Adlige. Als Stammmutter des Hauses Sachsen-Coburg und Gotha, dessen Mitglieder im 19. Jahrhundert den britischen, belgischen, portugiesischen und bulgarischen Thron bestiegen, fällt ihr rückblickend eine besondere dynastische Bedeutung zu.

## Leben
Charlotte Johanna war eine Tochter, und das einzige das Kindesalter überlebende Kind, des Grafen Josias II. von Waldeck-Wildungen und dessen Gemahlin, Wilhelmine Christine, Tochter des Grafen Wilhelm von Nassau-Hilchenbach. Damit entstammte sie dem Haus Waldeck.
Sie heiratete am 2. Dezember 1690 in Maastricht Johann Ernst, Herzog von Sachsen-Saalfeld, den Sohn von Ernst I., Herzog von Sachsen-Gotha. Sie war nach Sophie Hedwig von Sachsen-Merseburg seine zweite Ehefrau. Sie hatten zusammen acht Kinder. Über ihren Sohn Franz Josias wurde sie Ur-Ur-Großmutter des Königs Leopold I. von Belgien und Ur-Ur-Ur-Großmutter von Königin Victoria von Großbritannien.

## Nachkommen
Mit Johann Ernst IV. hatte sie folgende Kinder
- Wilhelm Friedrich (1691–1720)
- Karl Ernst (1692–1720)
- Sophie Wilhelmine (1693–1727)

⚭ 1720 Fürst Friedrich Anton von Schwarzburg-Rudolstadt (1692–1744)
- Henriette Albertine (1694–1695)
- Luise Emilie (1695–1713)
- Franz Josias (1697–1764), Herzog von Sachsen-Coburg-Saalfeld

⚭ 1723 Anna Sophie von Schwarzburg-Rudolstadt (1700–1780)
- Henriette Albertine (1698–1728)